# Under Rug Swept
Under Rug Swept — пятый студийный альбом канадской певицы
Аланис Мориссетт, выпущен в конце февраля 2002 года, первый релиз, который Мориссетт записала и спродюсировала самостоятельно. Альбом дебютировал на первых позициях в 12 странах, однако продажи оказались значительно ниже по сравнению с двумя предыдущими альбомами певицы.

## История создания
Мориссетт не писала ни песен, ни стихов примерно девять месяцев. Она отправилась в Торонто, не зная, будет ли работать с кем-то над альбомом или нет. В первую неделю своего пребывания в Канаде она написала семь песен, описав процесс очень «быстрым и ускоряющимся». Как и на своих предыдущих дисках, Мориссетт сочиняла песни через поток сознания. Она писала музыку и тексты одновременно, проводя над каждой песней около 20 минут и записывая вокальные партии с первого или второго раза. Согласно Мориссетт, у неё была «небольшая космическая станция» с клавишными, акустической и электрогитарой, её журналом и микрофоном, и все записывалось на носитель DAT. Мориссетт не планировала продюсировать альбом самостоятельно, говоря «Это просто должно было прийти само».
Работа над альбомом была прервана, когда Мориссетт вступила в разногласия с менеджерами своего лейбла Maverick, дав показания в совещании Сената США на тему музыки в интернете. Мориссетт заступилась за Napster и обвинила рекорд-компании, изымающие из сети mp3-файлы. В своем обращении к юридической комиссии сената США Аланис заявила:

У меня одна цель: продолжать творить и напрямую делиться результатами своего труда с как можно большим числом людей. Если посредники могут помочь обеспечить эту связь, я только приветствую их помощь. А когда они препятствуют достижению моей цели, я задаюсь вопросом о том, насколько мне вообще эти посредники нужны. Насколько я понимаю, я не единственная, кто озабочен этим вопросом.

По её словам, ей пришлось консультироваться с адвокатами, только чтобы «просто поговорить с людьми», и тратить лишнее время на то, чтобы «решить один маленький вопрос».
Несмотря на достаточно низкие продажи предыдущих двух альбомов, Supposed Former Infatuation Junkie и Alanis Unplugged (по сравнению с Jagged Little Pill, проданным более 33 млн копий по всему миру), Maverick считали Мориссетт сильным игроком. Одно время она намеревалась покинуть компанию, но основатель лейбла Мадонна уговорила её остаться. Мориссетт привлекла к записи Эрика Эвери из Jane's Addiction, Фли из Red Hot Chili Peppers, Дина ДеЛео из Stone Temple Pilots и Мишель Ндегеочелло. В ответ на события 11 сентября 2001 года, Мориссетт выложила на своем официальном сайте трек «Utopia».
Для альбома Мориссетт написала 30 песен, из которых примерно 22 записала в студии. Каждый раз, доходя до 11-го трека, она останавливалась. «Мой мозг вырубался, и я понимала, что это перенасыщение информации… Я не хотела перегружать себя или других, пытаясь запихнуть все песни в двойной альбом». Она планировала выпустить несколько песен, не вошедших в альбом, в качестве би-сайдов или на другом мини-альбоме; восемь из них были выпущены на CD/DVD Feast on Scraps в конце 2002. «Я просто не могла смириться с мыслью, что все эти песни пропадут. Все они прекрасны для меня. Просто нужно было разработать правильную структуру, чтобы поделиться ими со всем миром».

## Список композиций
1. «21 Things I Want in a Lover» — 3:28
2. «Narcissus» — 3:38
3. «Hands Clean» — 4:31
4. «Flinch» — 6:03
5. «So Unsexy» — 5:08
6. «Precious Illusions» — 4:11
7. «That Particular Time» — 4:21
8. «A Man» — 4:33
9. «You Owe Me Nothing in Return» — 4:57
10. «Surrendering» — 4:35
11. «Utopia» — 4:58
12. «Sister Blister»[11] — 4:10
13. «Sorry 2 Myself»[11] — 5:44
14. «Flinch» (Live at The Whisky)[12] — 6:42

## Чарты
«Hands Clean», первый сингл с альбома, попал в ротацию на радио США в январе 2002 года. Сингл дебютировал на первой строчке Канадского чарта и достиг 23-го места в Billboard Hot 100. Более успешным сингл был в чартах Hot Adult Contemporary Tracks и Adult Top 40. Песня считалась возвращением для Мориссетт, оказавшись её самым успешным синглом после 1998 года в большинстве странах. В феврале, когда вышел альбом, Мориссетт стала «Артистом месяца» на портале AOL Music.
Under Rug Swept в первую же неделю продаж оказался на первом месте канадского чарта, разойдясь тиражом 35 тысяч и став платиновым через месяц за 100 тысяч проданных копий. В США альбом также возглавил чарт Billboard 200; в первую неделю было продано 215 тысяч копий. Спустя месяц было продано полмиллиона экземпляров и Американская ассоциация звукозаписывающих компаний присвоила ему платиновый статус. Under Rug Swept дебютировал на первой позиции в 12 странах, включая Германию, Японию и Австралию; на второй позиции во Франции и Великобритании.
Альбом оставался в первой двадцатке Биллборда 5 недель, проведя в общей сложности 24 недели в чарте. Второй сингл, «Precious Illusions», был выпущен для радио в мае 2002 года и достиг четвёртого места в Канаде, но не попал в Billboard Hot 100 или топ-40 Австралии и Великобритании. Позже в 2002 году Мориссетт отправилась в мировое турне, однако продажи альбома не сильно увеличились. В августе она была приглашена на фестиваль V2002 в Великобритании. После слабых продаж «Precious Illusions», Maverick решил больше не выпускать синглов, хотя предполагалось также выпустить «So Unsexy». Промосинглы были выпущены по всему миру: «Flinch» и «So Unsexy» в Бразилии, «21 Things I Want in a Lover» в Латинской Америке, «Surrendering» в Канаде и «Utopia» в США.
На сентябрь 2008 года альбом был продан тиражом 1 017 000 копий в США. Согласно Maverick Records, на февраль 2004 года альбом был продан тиражом около трёх млн экземпляров по всему миру, из них 1 019 000 экземпляров, проданных в США
| Чарт           | Позиция |
| -------------- | ------- |
| Австралия      | 1       |
| Австрия        | 1       |
| Бельгия        | 3       |
| Великобритания | 2       |
| Венгрия        | 13      |
| Германия       | 1       |
| Дания          | 9       |
| Израиль        | 2       |
| Ирландия       | 1       |
| Испания        | 1       |
| Италия         | 1       |
| Канада         | 1       |
| Нидерланды     | 2       |
| Новая Зеландия | 11      |
| Норвегия       | 1       |
| Польша         | 3       |
| США            | 1       |
| Финляндия      | 3       |
| Франция        | 2       |
| Швейцария      | 1       |
| Швеция         | 3       |
| Япония         | 1       |